# Sambon
Sambon is een bestuurslaag in het regentschap Boyolali van de provincie Midden-Java, Indonesië. Sambon telt 3399 inwoners (volkstelling 2010).